# Diocese de Saskatoon
A Diocese de Saskatoon (Dioecesis Saskatoonensis) é uma diocese localizada na cidade de Saskatoon, na província de Saskatchewan, pertencente a Arquidiocese de Regina no Canadá. Foi fundada em 1933 pelo Papa Pio XI. Com uma população católica de 96.530 habitantes, sendo 28,8% da população total, possui 94 paróquias com dados de 2018.

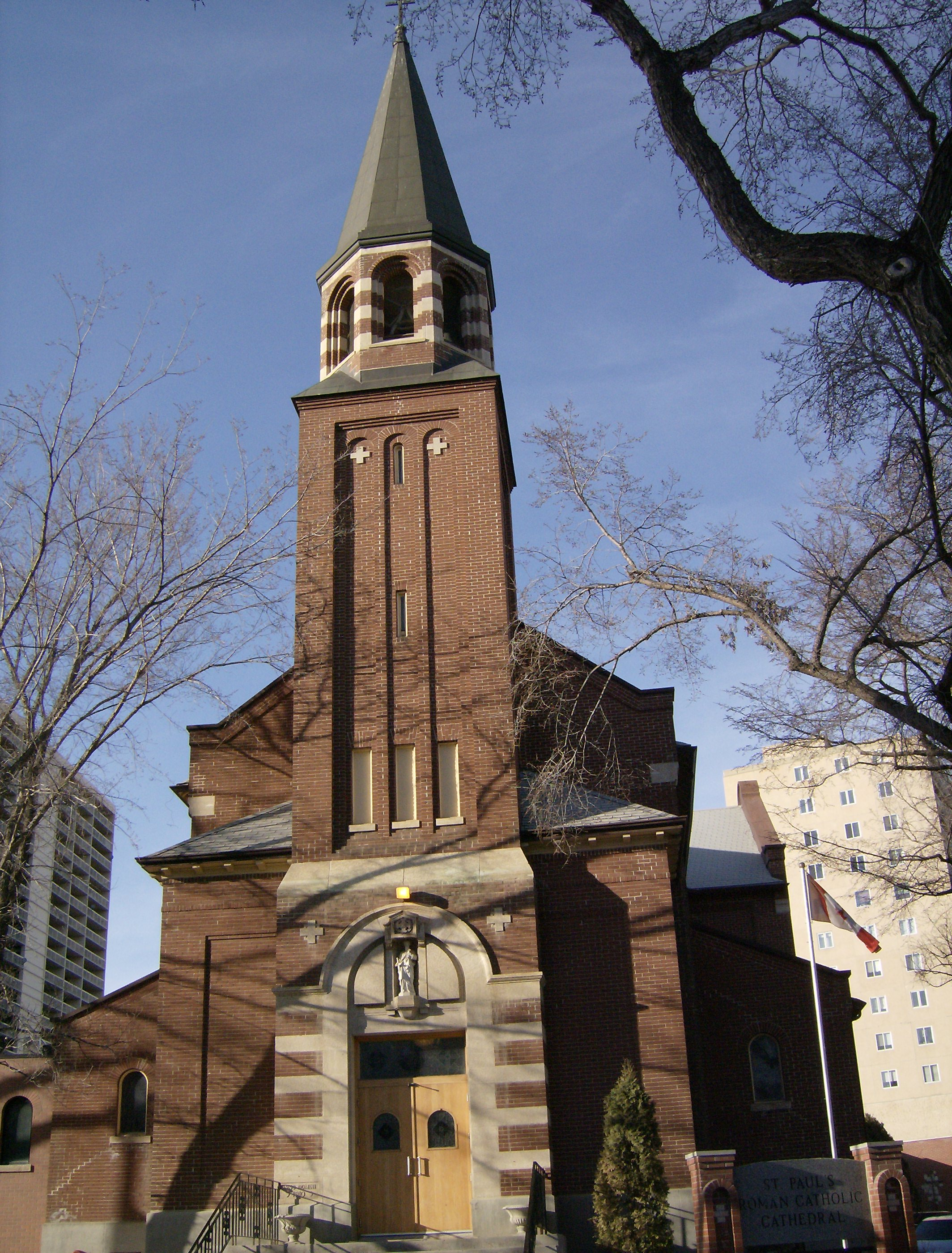
Co-Catedral de São Paulo

## História
Em 9 de junho de 1933 o Papa Pio XI realiza a divisão da Diocese de Prince-Albert-Saskatoon, criando as dioceses de Diocese de Prince Albert e a Diocese de Saskatoon. Em 1998 a Diocese de Saskatoon recebe parte da Abadia Territorial de São Pedro-Muenster e da Diocese de Gravelbourg, sendo a Diocese de Gravelbourg extinta desde então.

## Lista de bispos
A seguir uma lista de bispos desde a criação da diocese em 1933.
|        | Nome                     | Período     | Notas                                   |
| Bispos | Bispos                   | Bispos      | Bispos                                  |
| ------ | ------------------------ | ----------- | --------------------------------------- |
| 8º     | Mark Hagemoen            | 2017 -      |                                         |
| 7º     | Donald Joseph Bolen      | 2010 - 2016 | Nomeado arcebispo de Regina             |
| 6º     | Albert LeGatt            | 2001 - 2009 | Nomeado arcebispo de Saint-Boniface     |
| 5º     | James Vernon Weisgerber  | 1996 - 2000 | Nomeado arcebispo de Winnipeg           |
| 4º     | James Patrick Mahoney    | 1967 - 1995 | Faleceu no cargo                        |
| 3º     | Francis Joseph Klein     | 1952 - 1967 | Nomeado bispo de Calgary                |
| 2º     | Philip Francis Pocock    | 1944 - 1951 | Nomeado arcebispo coadjutor de Winnipeg |
| 1º     | Gerald C. Murray, C.Ss.R | 1934 - 1944 | Nomeado arcebispo coadjutor de Winnipeg |